# Ириней (Билык)
Владыка Ириней Билык (укр. Іриней Білик) украинский церковный деятель, епископ-помощник Ивано-Франковской архиепархии с 1989 по 2000, епископ Бучацкий с 2000 по 2007, последний епископ УГКЦ что получил хиротонию в тайном статусе.

## Биография
Родился 2 января 1950 г. Изучал физику в университетах но был отчислен по политическим мотивах. Отец Иван мать Анна. Осенью 1968 года вступил в орден василиан. В 1978 году получил иерейские дары с рук Софрона (Дмитерко). 15 августа 1989 года тайно проведена хиротония в епископы святители Софрон (Дмитерко) епископ Ивано-Франковский, Иван (Семедей) и Иван (Маргитеч).
В 1990 году получил от Папы титул епископ Новены. В январе 1990 года назначен первым ректором Ивано-Франковской духовной семинарии. С 15 августа 1989 епископ-помощник Ивано-Франковский. С 19 ноября 2000 года назначен епископом новой Бучацкой епархии, в 2007 году выведен из штата епископов и направлен в Рим.